# U34 (潜水艦・2代)
U-34は第二次世界大戦中のナチス・ドイツ海軍のVIIA型Uボートである。
U-34は1935年9月に起工され、1936年7月に進水し、9月に就役した。
U-34と姉妹艦U-33はスペイン内戦中ウルスラ作戦に参加し、U-34は第一次世界大戦終結後から初めて他の船を撃沈したドイツ潜水艦となった。U-34は第二次世界大戦中7回の哨戒を行い、22隻の船を沈め、2隻の船を捕獲した。1943年8月、U-34は衝突事故によりバルト海で沈没した。

## 艦歴
1935年9月15日U-34はキールにあるゲルマニア造船所でヤードナンバー557として起工され、1936年7月17日に進水し、1936年9月12日にエルンスト・ゾーベ大尉の指揮の下、就役した。
U-34は就役後、1940年9月まで第2潜水隊群に所属した。U-34はその後、1か月弱第21潜水隊群に派遣された。U-34は次のほぼ3年間を第24潜水隊群で過ごした。

### スペイン内戦
U-34はウルスラ作戦に参加した。ウルスラ作戦とはスペイン内戦中ドイツ潜水艦がフランコ海軍を支援するというものである。1936年12月12日、ハラルド・グロッセ大尉の指揮の元U-34はスペイン共和国海軍の潜水艦C-3をマラガ沖でを撃沈した。

## 第二次世界大戦

### 第1哨戒
1939年8月19日、U-34はヴィルヘルムスハーフェン(1940年7月までの拠点)を出発した。U-34は北海を横断し、アイスランドとフェロー諸島の「隙間」へ航海した。U-34は大西洋に入り、南を目指し、アイルランド西へ向かった。9月7日、U-34はビショップ・ロック南西約39海里(72km、45マイル)地点で、プッカスタンに艦載砲を船首に2発撃ちこんで停船させ、その後撃沈した。
翌日、U-34は演習を繰り返し、シリー諸島南西約70海里(130km、81マイル)地点でケネベックを撃沈した。
U-34はハノニアに損傷を与え、その後ノルウェー沖で積み荷の木材と共に捕獲した。この船はイギリスの港へ向かっていたが、拿捕乗組員によって代わりにキールを経てハンブルクへ連行された。
9月26日、U-34はヴィルヘルムスハーフェンに帰還した。

### 第2哨戒
U-34の2回目の急襲では前回よりも多くの戦果を残した。1939年10月20日、潜水艦の威嚇射撃に応戦していたグスタフ・アドルフとシー・ヴェンチャーを撃沈した。27日にはブロンテを、29日にはマラバールを撃沈し、この2隻は海底に沈んだ。また、U-34は11月9日にスナーを北海で捕獲した。

### 第3哨戒
この出撃における最初の犠牲はカロニ・リバーであり、1940年1月20日、ファルマス湾で沈没した。
次の標的は中立国ギリシャの商船エレニ・スタタトゥで、北緯48度29分 西経8度20分 / 北緯48.49度 西経8.34度に位置していた。生存者は最終的にケリーの漁師マイケル・ケーシーに救助され、ポートマギーまで曳航された。13名が死亡した。20名の生存者はひどく衰弱しており、陸地まで運ぶ必要があった。

### 第4、第5哨戒
1940年3月の第4哨戒では北海とノルウェー海を通過した。この哨戒での戦果は少なかった。
1940年4月13日、U-34はソトヴィカ付近で既に自沈していた機雷敷設艦フローヤをサルベージを防ぐために雷撃した。

### 第6哨戒
U-34は22日にヴィルヘルムスハーフェンを出港した。フェロー・シェトランド諸島間の「隙間」を1940年6月までに通過し、大西洋に入った。7月5日、U-34はイギリス駆逐艦ホワールウィンドをランズ・エンド岬の西方120海里(220km、140マイル)で撃沈した。
その後24時間以内にU-34はクリア岬(南アイルランド)南方でヴァッパーを撃沈した。
同海域での勝利は続いた。ルクレシア、ティウ、ペッツァモ、ジャナ、エヴドクシアを撃沈した。魚雷切れのため、U-34はナフティロスを砲撃で沈めた。
7月18日、U-34はドイツが新たに占領したフランス大西洋岸のロリアン港にドック入りした。

### 第7哨戒
勝利は続いた。1940年7月26日にヴィンヌムーア、同日にアクラ、27日にサンブルとティアラが同じ攻撃を受けた。ドイツに戻る途中でU-34はイギリス潜水艦スピアフィッシュに遭遇した。U-34は最後の魚雷を使い、なんとか潜水艦の撃沈に成功した。スピアフィッシュの生存者は1人のみで、彼はドイツ軍に捕らえられた。

## 最後
1943年8月5日21時55分、U-34はバルト海のメーメル(現リトアニアのクライペダ)で潜水母艦レッヒとの衝突の後北緯55度42分 東経21度09分 / 北緯55.700度 東経21.150度座標: 北緯55度42分 東経21度09分 / 北緯55.700度 東経21.150度 地点で沈没した。4名が死亡したものの、39名は生存した。U-34は8月24日に引き揚げられたが、1943年9月8日に解体された。

## 戦果
| 日付           | 船名               | 国籍           | 総トン数 | 結果              |
| -------------- | ------------------ | -------------- | -------- | ----------------- |
| 1936年12月12日 | C-3                | スペイン共和国 | 925      | 沈没              |
| 1939年9月7日   | プッカスタン       | イギリス       | 5,809    | 沈没              |
| 1939年9月8日   | ケネベック         | イギリス       | 5,548    | 沈没              |
| 1939年9月24日  | ハノニア           | エストニア     | 1,781    | 捕獲              |
| 1939年10月20日 | グスタフ・アドルフ | スウェーデン   | 926      | 沈没              |
| 1939年10月20日 | シー・ヴェンチャー | イギリス       | 2,327    | 沈没              |
| 1939年10月27日 | ブロンテ           | イギリス       | 5,317    | 沈没              |
| 1939年10月29日 | マラバール         | イギリス       | 7,976    | 沈没              |
| 1939年11月9日  | スナー             | ノルウェー     | 3,176    | 捕獲              |
| 1940年1月20日  | カロニ・リバー     | イギリス       | 7,807    | 沈没 (機雷による) |
| 1940年1月28日  | エレニ・スタタトゥ | ギリシャ       | 5,625    | 沈没              |
| 1940年4月13日  | フローヤ           | ノルウェー海軍 | 595      | 全損              |
| 1940年7月5日   | ホワールウィンド   | イギリス海軍   | 1,100    | 沈没              |
| 1940年7月6日   | ヴァッパー         | エストニア     | 4,543    | 沈没              |
| 1940年7月7日   | ルクレシア         | オランダ       | 2,584    | 沈没              |
| 1940年7月9日   | ティウ             | エストニア     | 1,865    | 沈没              |
| 1940年7月10日  | ペッツァモ         | フィンランド   | 4,596    | 沈没              |
| 1940年7月11日  | ジャナ             | ノルウェー     | 2,197    | 沈没              |
| 1940年7月15日  | エヴドクシア       | ギリシャ       | 2,018    | 沈没              |
| 1940年7月15日  | ナフティロス       | ギリシャ       | 3,531    | 沈没              |
| 1940年7月26日  | アクラ             | イギリス       | 9,337    | 沈没              |
| 1940年7月26日  | ヴィンヌムーア     | イギリス       | 4,359    | 沈没              |
| 1940年7月27日  | サンブル           | イギリス       | 5,260    | 沈没              |
| 1940年7月27日  | ティアラ           | イギリス       | 10,364   | 沈没              |
| 1940年8月1日   | スピアフィッシュ   | イギリス海軍   | 670      | 沈没              |

## 歴代艦長
- エルンスト・ゾーベ大尉 1936年9月12日～1938年2月14日
- ハーラルト・グロッセ大尉 1936年11月4日～12月22日
- ハンス・パウクシュタット大尉 1938年2月15日～8月17日、1938年9月5日～10月28日
- ヴィルヘルム・ロルマン大尉 1938年10月26日～1940年9月28日
- フリッツ・マイヤー中尉 1940年9月29日～1941年5月22日
- カール・オットー・シュルツ中尉 1941年5月23日～11月19日
- ゲルハルト・レムス中尉 1941年11月20日～1942年6月15日
- ホルスト・アルノ・フェンスキー中尉 1942年6月16日～1943年2月1日
- カール・ハインツ・ハーゲナウ中尉 1943年2月2日～6月11日
- エドゥアルト・アウスト少尉 1943年6月12日～8月5日